# Palotási János
Palotási János, Palotásy, Pecsenyánszky (Jászberény, 1821. április 8. – Jászberény, 1878. február 3.) zeneszerző, tánckomponista, levéltáros.

## Élete
Lengyel emigráns család sarjaként született, apja Petsenyánszky János, anyja Buszko Erzsébet. Jászberényben végezte a gimnáziumot, majd részt vett a szabadságharcban. 
Később Jászapáti aljegyzője lett, eközben zeneszerzéssel is foglalkozott. 1861-ben költözött Jászberénybe, s ugyanebben az évben családnevét Palotásira változtatta. Később Jász-Nagykun-Szolnok vármegye jászkun kerületi levéltárosa lett, s aktívan részt vett a város társadalmi életében. Megszervezte az 1860-as évek elején létrejött Jászsági-kört, aminek elnöke is volt, később pedig a Palotásy dalkör nevű dalárdát is életre hívta. Élete végig dalegyleti karnagy, községi jegyző és hegedűs volt. 
Táncai és dalai Fáy István gróf és Simonffy Kálmán pártfogásának köszönhetően, valamint Patikárius Ferkó és mások cigánybandái révén lettek népszerűek. Művei eljutottak Mosonyi Mihályhoz, Johannes Brahmshoz (XX. magyar tánc) és több kortárs szerzőhöz. Tompa Mihály A gólyához című versét is megzenésítette. 
Életének önkezével vetett véget, a jászberényi Fehértói temetőben nyugszik.

## Emlékezete
Jászberényben utca és egy zeneiskola viseli, utóbbi előtt található mellszobra.

## Művei
- magyar dalok és táncok (Bényei csárdás, Csikós csárdás, Barkóczi csárdás stb.)
- Palotásy János válogatott magyar zeneszerzeményei (I–II., Pest, 1869–70)